# Nunbarsegunu
Nunbarsegunu je opskurna majčinska božica starih Sumerana i Babilonaca. O njoj se ne zna mnogo, ali je zvana "staricom Nipura". Njezina kćer s Haiem je Ninlil, preko koje ima petoricu unuka.